# Varuhus och handelsplatser i Göteborg
I Göteborg finns idag ett stort utbud av varuhus, handelsplatser och anläggningar för shopping. Som i många andra städer koncentreras handeln alltmer utanför stadskärnan i stora handelsområden. I Storgöteborg med är det Kållered, Bäckebol och Högsbo-Sisjön som räknas till dessa områden. I centrala Göteborg är Nordstan det köpcentrum som toppar listan över de tio största köpcentrumen i landet. Med en årlig omsättning på över 3,5 miljarder kronor och med över 34 miljoner besökare årligen är det en drivande motor inom handeln i Göteborgsregionen. Dessutom är både Kungsgatan och Avenyn stora shoppingstråk med många kaféer och butiker.

## Köpcentrum och gallerior

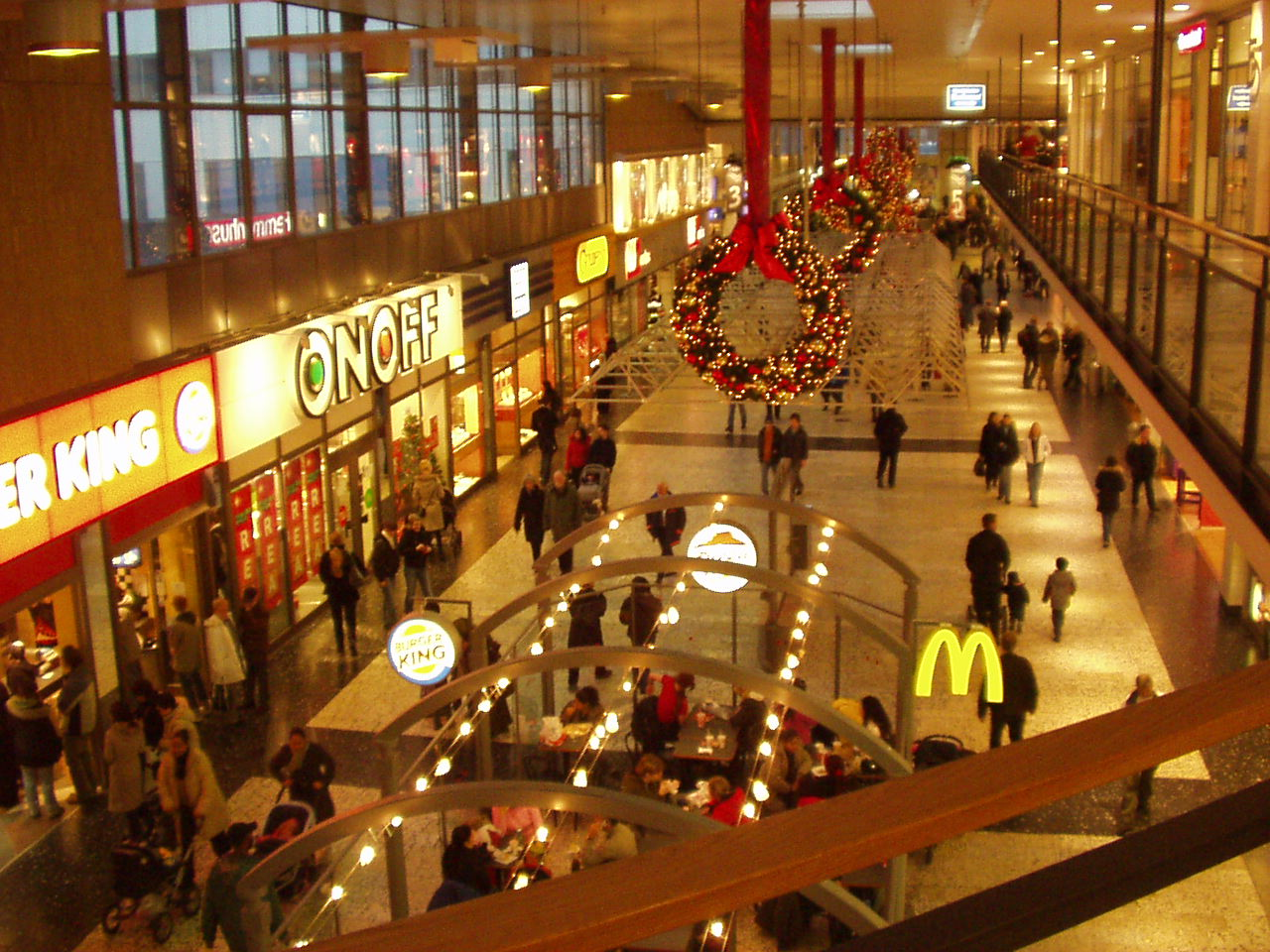
Nordstan

Göteborgs största köpcenter är Nordstan i stadsdelen Östra Nordstaden.
Andra centrala köpcentrum och gallerior är Kompassen som ligger mellan Nordstan och Kungsportsplatsen, Centralhuset som är en galleria sammanväxt med Centralstationen och Nils Ericssonterminalen. Huset invigdes 2003 och innehåller både butiker och ett hotell. Arkadens köpcenter är beläget bredvid NK. Vid Liseberg ligger även Focushuset.  
Ett annat, lite mer pittoreskt köpstråk finns i Haga. Haga Nygata och intilliggande tvärgator är ett välfrekventerat stråk mellan Vasastaden i öster till Linnégatan i väster, med små affärer, kaféer och andra verksamheter. De flesta av husen på Haga Nygata är renoverade men bevarade i sin 1800-talsstil, vilket bidrar till gatans popularitet och gör att den framhävs som en idyllisk turistattraktion i stadens marknadsföring.
Utanför Göteborgs kommun ligger flera andra köpcentrum, till exempel Allum i Partille, Kongahälla Center i Kungälv, Hede Fashion Outlet och Kungsmässan, båda i Kungsbacka.

## Varuhus och saluhallar

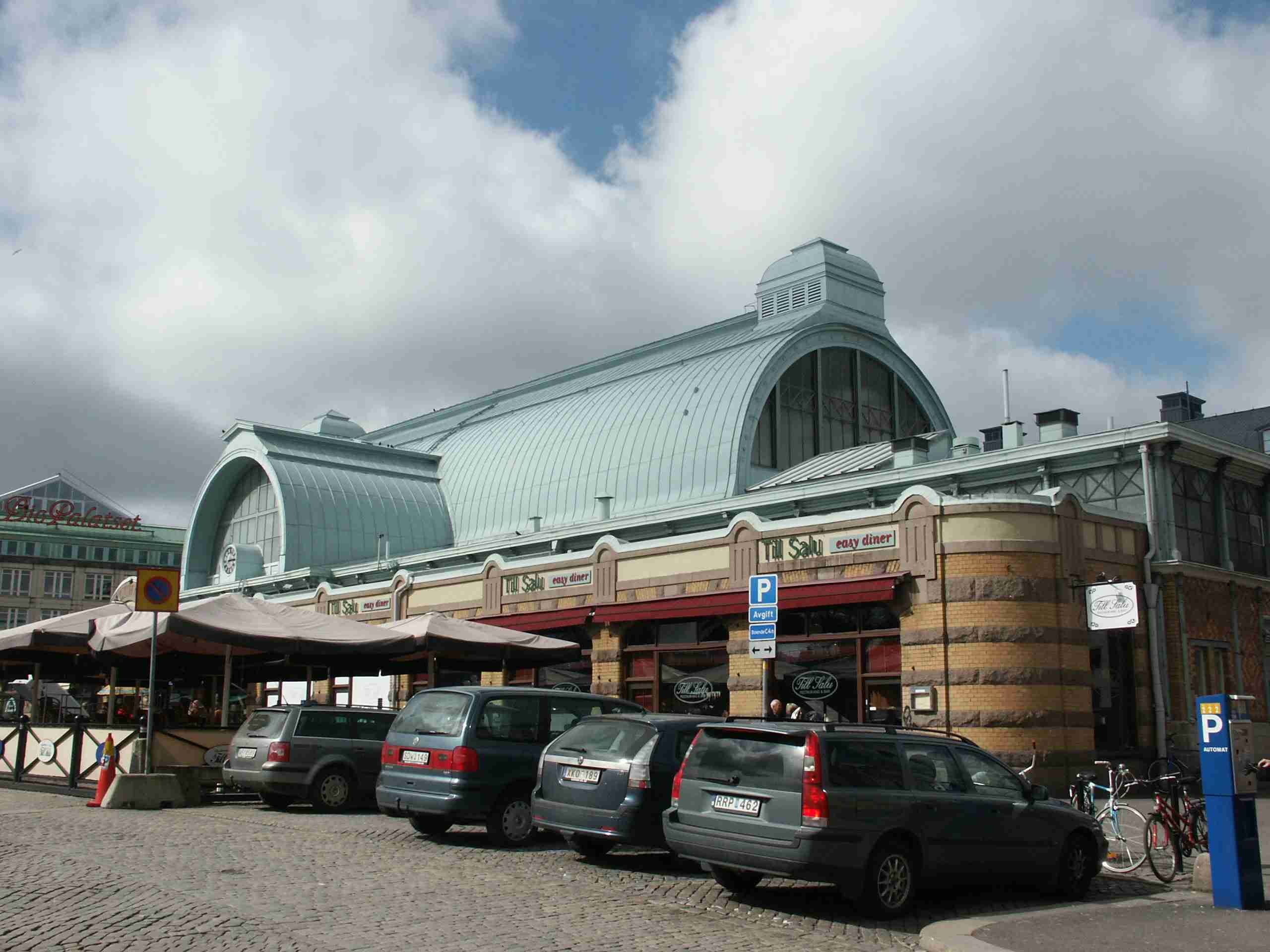
Saluhallen Kungstorget

Det kanske mest exklusiva varuhuset i Göteborg är NK, Nordiska Kompaniet på Östra Hamngatan.
Åhléns City är ett varuhus i flera plan i köpcentrumet Nordstan. I slutet av 2008 öppnade Åhléns ytterligare ett cityvaruhus på Kungsgatan i Filmstaden Downtowns gamla lokaler med över 4 000 kvadratmeter.
På Kungstorget i centrala Göteborg ligger Saluhallen, även kallad "Stora saluhallen". Den uppfördes 1889 efter ritningar av arkitekt Hans Hedlund.
Kungstorget har varit stadens marknadsplats för kött, smör, ost, mjöl och annat sedan 1848. Innan dess var det Stora Torget, som numera heter Gustaf Adolfs torg, som fungerade som marknadsplats.
Strax väster om Kungstorget ligger Grönsakstorget, som 1876 blev stadens centrum för frukt, grönsaker och blommor. Detta torg består numera främst av parkeringsplatser.

## Handelsplatser
Utanför själva centrum finns flera stora handelsområden. På Hisingen ligger både Backaplan, Eriksbergs köpcentrum och Bäckebol Homecenter. Söder om Göteborgs kommun, i grannkommunen Mölndal, ligger Kållered. Här finns både K-Center och EkenCenter och det var här som Ikea öppnade sitt första varuhus i Göteborgstrakten.
Lite längre bort ligger Högsbo industriområde och Sisjöns affärsområde. Området har gått från att vara ett industriområde till att bli ett handelsområdena i Göteborg. Här öppnade Högsbo 421 i oktober 2006 och det är inte långt till Frölunda torg, som var Europas största köpcentrum när det öppnade år 1966.